# Левонян, Давид
Лево́н Левоня́н (арм. Դավիթ Լեւոնյան; 22 января 1994, Ереван, Армения) — армянский футболист, защитник.

## Клубная карьера
Давид Левонян воспитанник футбольной школы «Пюник». В 2010 году Левонян был заявлен за третью команду, которая выступала в первенстве Первой лиги. Левонян провёл 13 игр за команду, и со следующего сезона был включён в основную команду. Дебют в Премьер-лиги состоялся 22 октября 2011 года, против «Ширака». Левонян вышел на поле, заменив Камо Оганесяна на 86 минуте матча. Это была единственная игра за «Пюник» в том сезоне, из-за высокой конкуренции. В сезоне 2012/13 Левонян стал более конкурентоспособным, хотя выходил на поле в основном на замену. В последний раз попадал в заявку на матчи в конце 2012 года, затем покинул клуб.
В сезоне 2014/15 числился в составе «Мики», но на поле не выходил.

## Статистика выступлений
Данные на 20 октября 2012
| Клуб             | Сезон            | Чемпионат | Чемпионат | Кубки | Кубки | Еврокубки | Еврокубки | Всего | Всего |
| Клуб             | Сезон            | Матчи     | Голы      | Матчи | Голы  | Матчи     | Голы      | Матчи | Голы  |
| ---------------- | ---------------- | --------- | --------- | ----- | ----- | --------- | --------- | ----- | ----- |
| Пюник-3          | 2010             | 13        | 0         | -     | -     | -         | -         | 13    | 0     |
| Всего            | Всего            | 13        | 0         | —     | —     | —         | —         | 13    | 0     |
| Пюник-2          | 2012/13          | ?         | 2         | -     | -     | -         | -         | ?     | 2     |
| Всего            | Всего            | ?         | 2         | —     | —     | —         | —         | ?     | 2     |
| Пюник            | 2011             | 1         | 0         | 0     | 0     | 0         | 0         | 1     | 0     |
| Пюник            | 2012/13          | 3         | 0         | 0     | 0     | 0         | 0         | 3     | 0     |
| Всего            | Всего            | 4         | 0         | 0     | 0     | 0         | 0         | 4     | 0     |
| Всего за карьеру | Всего за карьеру | 17        | 2         | 0     | 0     | 0         | 0         | 17    | 2     |

## Карьера в сборной
В период выступлений в Первой лиге, Левоняна заприметил тренерский штаб сборной до 17 лет. 22 сентября 2010 года дебютировал в матче против сверстников из Турции, в котором армянские юниоры потерпели разгромное поражение — 0:3. Спустя несколько дней сыграл в матче против чешских юниоров, а потом исландских юниоров. Левонян отыграл все три матча без замен.
Спустя два года дебютировал в сборной до 19 лет. Первый матч провёл против шотландской сборной на выезде 9 октября 2012 года. Первый блин, как и в предыдущей сборной оказался комом. Армянская сборная была разгромлена со счётом — 0:4. Левоян вышел на поле вместо Артура Петросяна на 72 минуте матча. В последующих двух матчах, 11 октября и 14 октября, Левонян выходил в основном составе, отыграв все 90 минут, против швейцарской и румынской сборных.